# Varanus caudolineatus
Espèce
Statut CITES
Le Varan rayé, Varanus caudolineatus, est une espèce de sauriens de la famille des Varanidae.

## Répartition
Cette espèce est endémique d'Australie-Occidentale.

## Habitat
Il se rencontre dans les prairies de spinifex ou les bois d'acacia.

## Description
Il peut mesurer jusqu'à 32 cm et peser 37 g. C'est l'un des plus petits varans australiens.

## Alimentation
Il se nourrit d'insectes, d'araignées, de scorpions et d'autres petits lézards, éventuellement de la queue de geckos.

## Mode de vie
C'est un animal surtout arboricole, vivant aussi sur les rochers. Il n'est actif qu'aux heures chaudes de la journée.

## Publication originale
- Boulenger, 1885 : Catalogue of the lizards in the British Museum (Natural History) II. Iguanidae, Xenosauridae, Zonuridae, Anguidae, Anniellidae, Helodermatidae, Varanidae, Xantusiidae, Teiidae, Amphisbaenidae, Second edition, London, vol. 2, p. 1-497 (texte intégral).